# Dolde
Der botanische Begriff Dolde (von mittelhochdeutsch tolde „Wipfel oder Krone einer Pflanze“) bezeichnet einen Blütenstand mit verkürzter Hauptachse.

Bei der Dolde ist die Hauptachse des Blütenstands verkürzt, so dass alle blütentragenden Nebenachsen gemeinsam an der Spitze der Sprossachse ansetzen. Die Nebenachsen haben meist in etwa alle die gleiche Länge, so dass damit die Blüten und später die Früchte auf derselben Höhe zu liegen kommen. Teilweise wird das Ende der Sprossspitze, an dem sich die Blütenstiele verzweigen, von einem Kranz von Hochblättern umgeben, diese Erscheinung wird Involucrum oder schlicht Hülle genannt. Zu den Pflanzen mit Doldenblüten zählen zum Beispiel die Araliengewächse (Araliaceae), mit Efeu als bekannte Art, auch die Schwanenblume weist doldige Blütenstände auf.

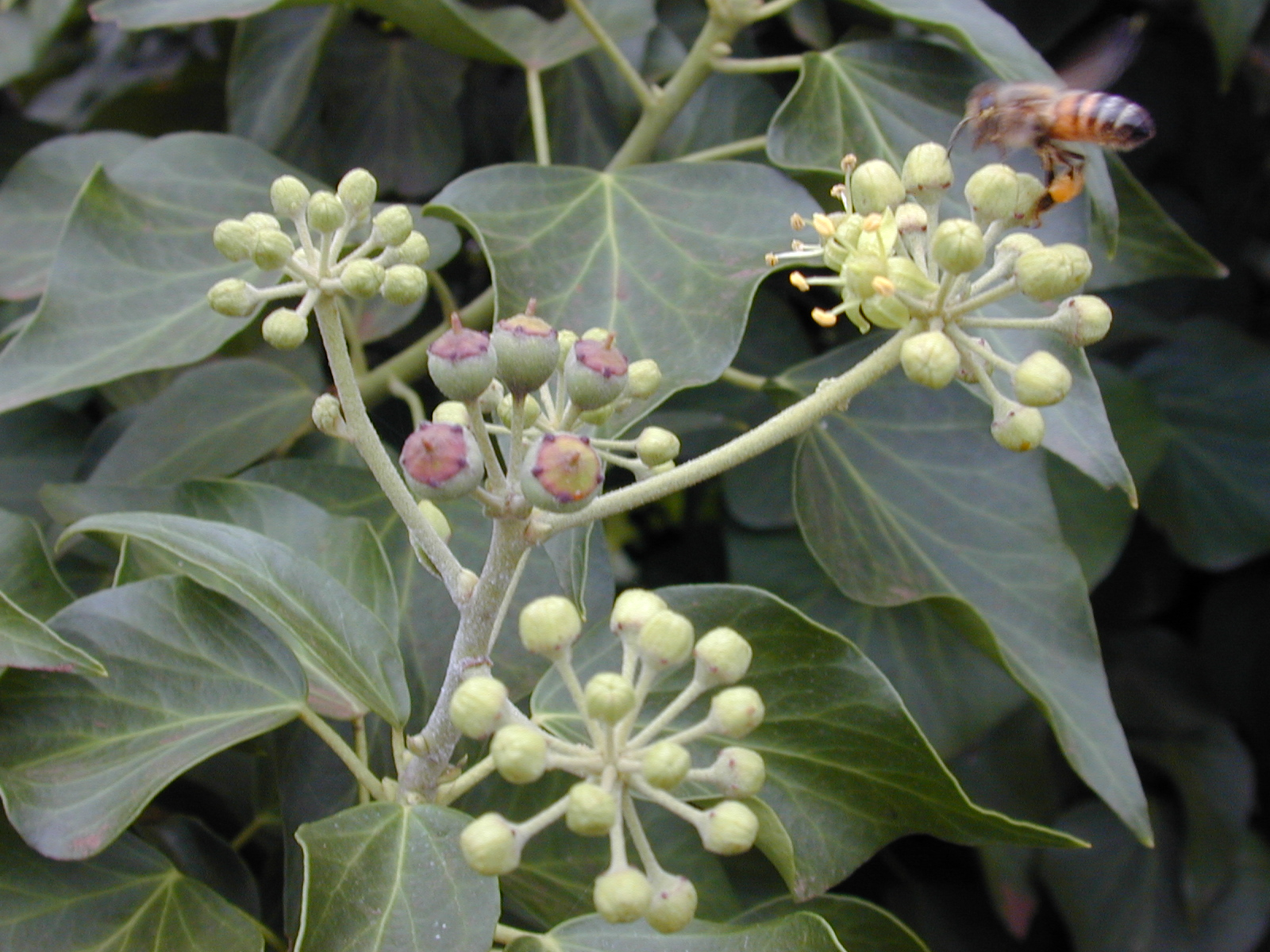
Efeu
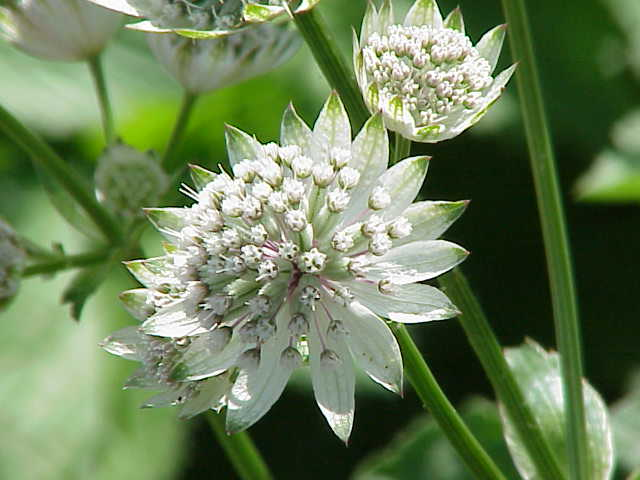
Sterndolde mit auffälligem Involucrum
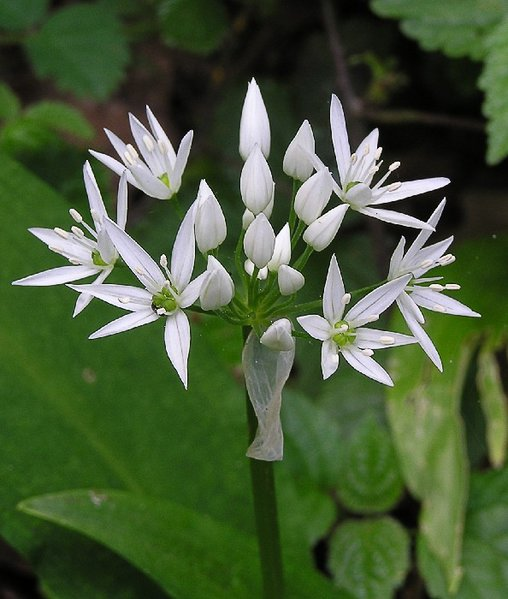
Bärlauch
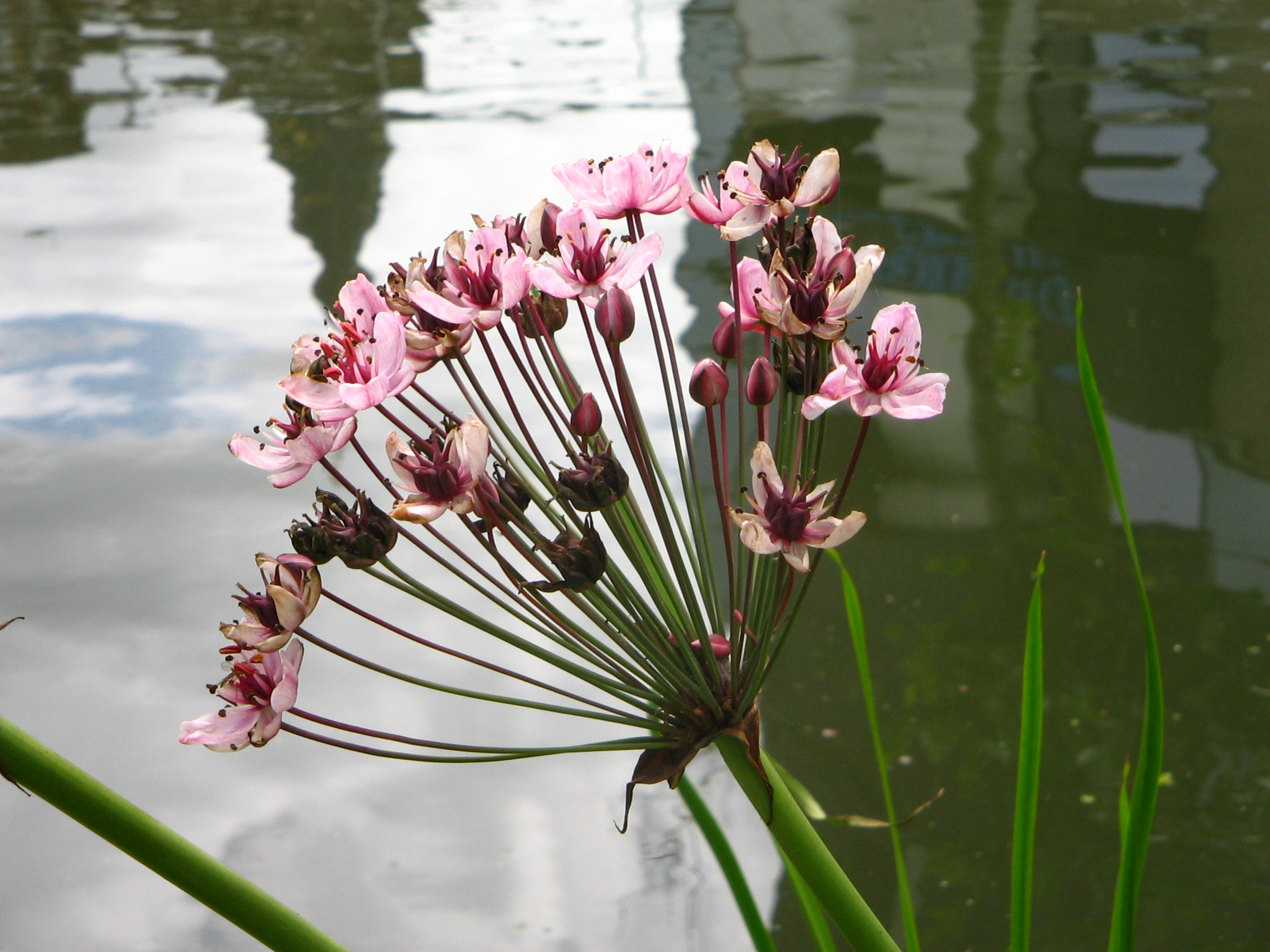
Schwanenblume

Äußerlich ähnlich erscheinen auch weitere Blütenstände wie Schirmtraube, Schirmrispe und Trugdolde. Die Seitenachsen sind jeweils anders verzweigt, ergeben aber auch einen mehr oder weniger gleichmäßigen Schirm aus Blüten, so dass die zunächst wie eine echte Dolde wirken und zusammen als Scheindolden bezeichnet werden.

## Doppeldolde

Entspringen den Seitenzweigen keine Blüten, sondern weitere Dolden, sogenannte Döldchen oder Dolden zweiter Ordnung, spricht man von einer Doppeldolde oder zusammengesetzten Dolde. Auch die Döldchen können eine Hülle, dann Hüllchen genannt, haben. Die Doldenblütler, zu ihnen gehören so bekannte Arten wie Möhre, Sellerie und Dill, tragen meist keine einfachen Dolden, sondern mehrheitlich Doppeldolden.

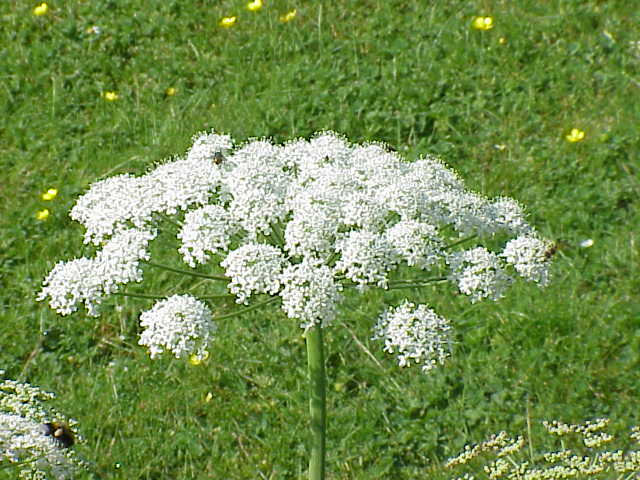
Breitblättriges Laserkraut (Laserpitium latifolium)
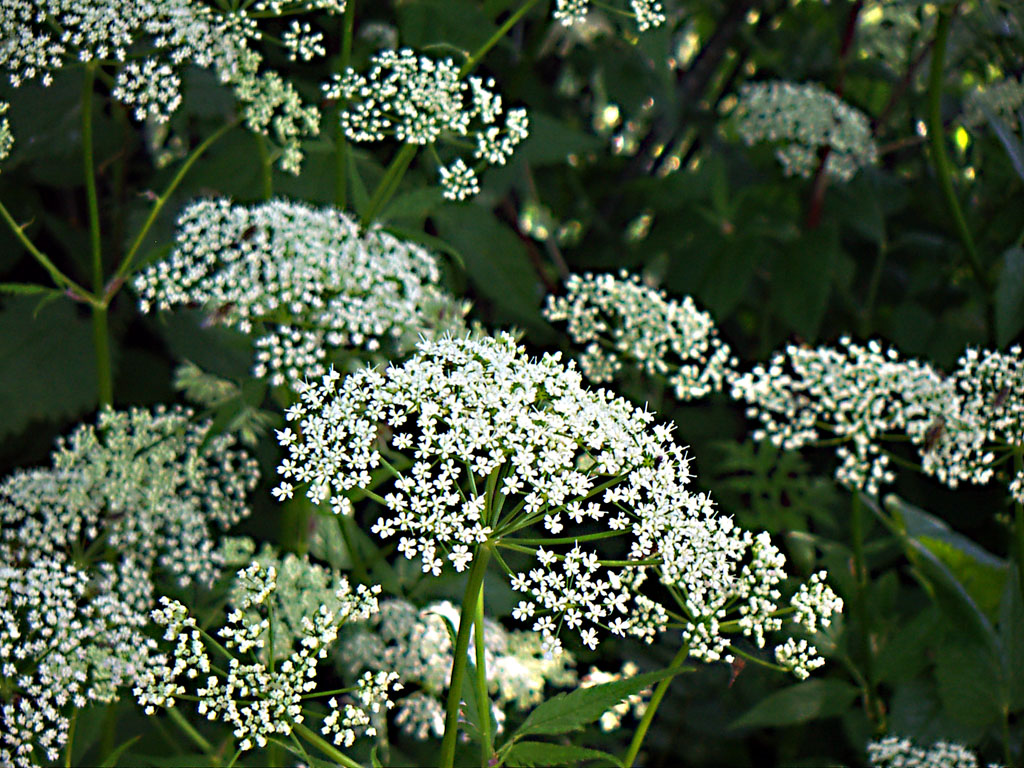
Giersch (Aegopodium podagraria)
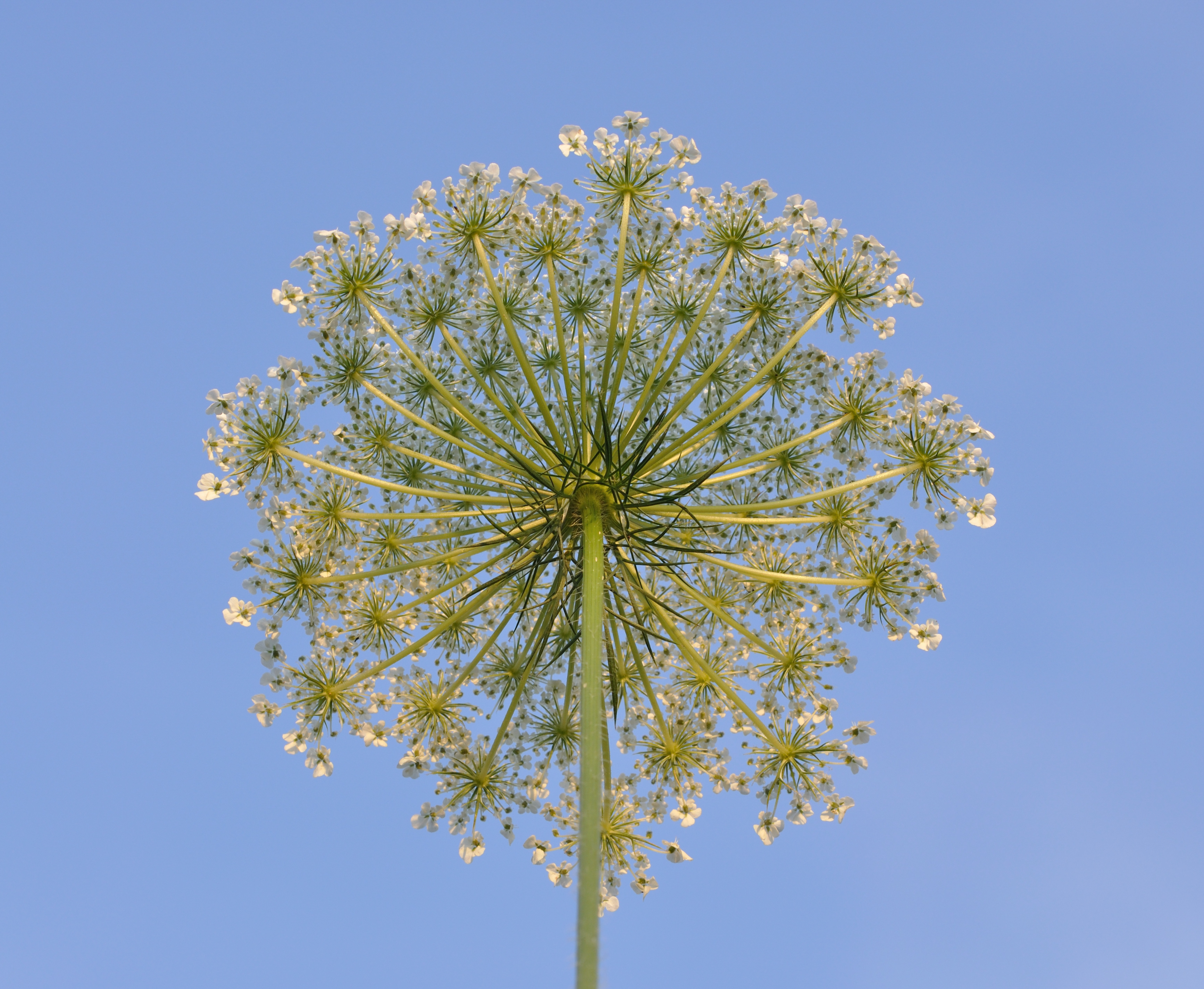
Wilde Möhre (von unten) (Daucus carota subsp. carota)
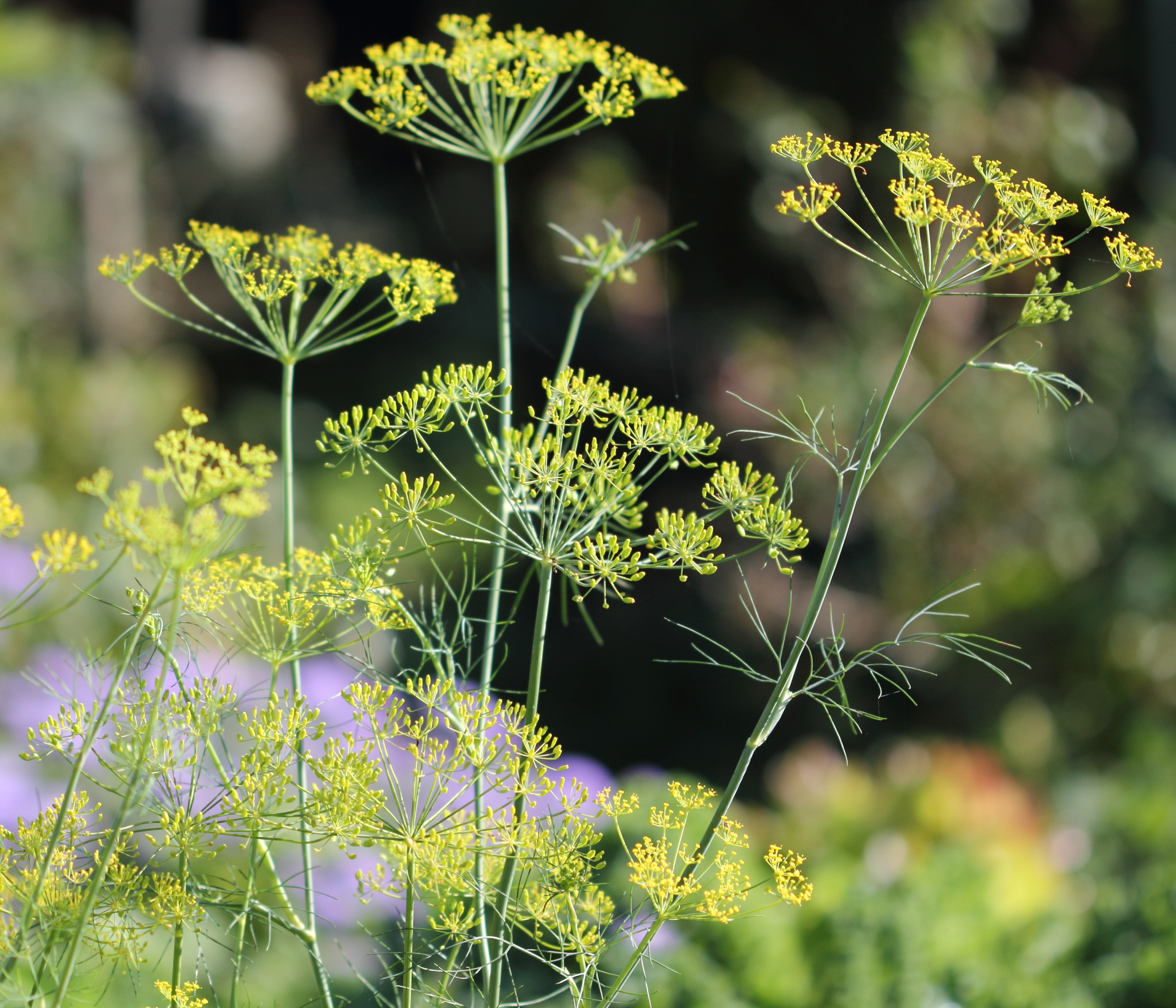
Dill (Anethum graveolens)

## Hopfendolden
Beim Hopfen werden die weiblichen Blütenstände umgangssprachlich auch als Dolden bezeichnet, obwohl es sich dabei um Ähren handelt.